# غریبانه (مجموعه تلویزیونی)
غریبانه نام مجموعه تلویزیونی به کارگردانی قاسم جعفری و محصول سال ۱۳۸۳ است. این سریال برای اولین بار در محرم سال ۱۳۸۳ از شبکه پنج پخش شد. در این مجموعه حسن جوهرچی، غلامحسین لطفی، زهرا امیرابراهیمی، حسن اسدی، مهدی سلوکی، سعید شیخ‌زاده، پرستو گلستانی، و عزت‌الله مهرآوران ایفای نقش کرده‌اند. خواننده تیتراژ پایانی سریال احسان خواجه امیری می‌باشد.

## خلاصه داستان
«غریبانه» داستان رو در رویی دو جبهه وفاداران به کربلا و فراموش کنندگان کربلاست، کسانی که برای حق و عدالت می‌جنگند و کسانی که قصد قربانی کردن عدالت را به خاطر مصالح شخصی خود دارند.

## حاشیه‌ها
این سریال به دلیل بازی زهرا امیرابراهیمی دیگر از صدا و سیما پخش نمی‌شود. شبکه پنج نسخه‌ای ۹۰ دقیقه‌ای از این سریال را روی آنتن فرستاد. این نسخه به گونه‌ای تدوین شده بود که حتی یک پلان هم از امیرابراهیمی در آن استفاده نشده بود.